# Семюел Ндлову
Семюел Ндлову  (англ. Samuel Ndhlovu, 27 вересня 1937, Луаншья — 10 жовтня 2001, Муфуліра) — замбійський футболіст, що грав на позиції нападника, зокрема за національну збірну Замбії. Також футбольний тренер.

## Клубна кар'єра
У дорослому футболі дебютував 1956 року виступами за команду «Муфуліра Вондерерс», кольори якої захищав протягом усієї двадцятирічної ігрової кар'єри. Протягом 1960-х п'ять разів вигравав чемпіонат Замбії, причому двічі — як граючий тренер команди.
1967 року був серед чотирьох замбійців, запрошених на перегляд до клубу «Атланта Чіфс» з новоутвореної північноамериканської професійної ліги НПСЛ. Утім, на відміну від співвітчизників, відхилив цю пропозицію.

## Виступи за збірну
1964 року дебютував в офіційних матчах у складі національної збірної Замбії. Загалом протягом шестирічної кар'єри в національній команді провів у її формі 19 матчів, забивши 8 голів.

## Кар'єра тренера
Як один із найталановитіших та найавторитетніших замбійських футболістів свого покоління вже 1967 року отримав можливість поєднати виступи на футбольному полі із тренерською роботою, причому як на клубному рівні, в «Муфуліра Вондерерс», так й у збірній Замбії. З першим пропрацював до 1971 року, збірну залишив двома роками раніше.
За декілька років після остаточного завершення виступів на полі, повернувся до тренерської роботи, протренувавши «Муфуліра Вондерерс» протягом 1982–1985 років.
1987 року знову став головним тренером збірної Замбії. Виводив команду до фінальних частин двох континентальних першостей Африки — Кубка африканських націй 1990 в Алжирі та Кубка африканських націй 1992 в Сенегалі. На першому із цих турнірів здобув бронзові нагороди турніру, а після другого — завершив тренерську кар'єру.
1988 року також керував діями олімпійської збірної Замбії на тогорічних Олімпійських іграх.
Помер 10 жовтня 2001 року на 65-му році життя в Муфулірі.

## Титули і досягнення

### Як гравця
- Чемпіон Замбії (5):

«Муфуліра Вондерерс»: 1963, 1965, 1966, 1967, 1969

### Як тренера
- Чемпіон Замбії (2):

«Муфуліра Вондерерс»: 1967, 1969